# Drosera arcturi
Drosera arcturi ist eine fleischfressende Pflanze aus der Gattung Sonnentau (Drosera). Die schneefeste Art ist nur aus Südost-Australien und Neuseeland bekannt. 

## Beschreibung
Bei Drosera arcturi handelt es sich um eine aufrecht wachsende Art mit faserigen Wurzeln. Die Sprossachse erreicht oberirdisch eine Wuchshöhe von bis zu 7 Zentimeter, der unterirdische Stängel kann bis zu 25 Zentimeter lang werden und ist von den Ansätzen alter, abgestorbener Blätter umgeben. Die schmal länglich-runden bis schmal eiförmigen Blätter werden 1,2 bis 7 Zentimeter lang und sind nur an der oberen Hälfte mit Tentakeln besetzt. Die ersten beiden Blätter des jährlichen Neuaustriebs sind nicht-karnivor, bevor sie dann weitere mit Tentakeln versehene Blätter ausbildet.
Der Blütenstängel der Pflanze ist um die sieben Zentimeter hoch und trägt nur eine, selten zwei weiße Blüten mit gelben Staubbeuteln, die allerdings im Unterschied zu vielen anderen Sonnentau-Arten mehrere Tage lang geöffnet sind.

## Verbreitung
Drosera arcturi ist heimisch im Südosten Australiens (Victoria, New South Wales, Tasmanien) sowie in Neuseeland. Sie wächst meist in Sphagnum-Sümpfen alpiner Heide und auf Schwarztorfböden am Rand kleiner Fließgewässer in subalpiner Regionen, steigt aber in Tasmanien vereinzelt auch auf annähernd Meereshöhe herab.
Mit dem Wintereinbruch stirbt die Pflanze oberirdisch ab. In höheren Regionen verbringt sie den Winter unter einer geschlossenen Schneedecke.

## Systematik
Die Art wurde 1834 von William Jackson Hooker erstbeschrieben und bildet innerhalb der Gattung eine eigenständige Sektion Arcturi in der Untergattung Drosera. Sie gilt gemeinsam mit ihrer nächsten Verwandten, dem südafrikanischen Königs-Sonnentau (Drosera regia), als die basalste Sonnentauart. 

## Nachweise
1. 1 2 3 4  Allen Lowrie: Carnivorous. Plants of Australia. Band 3. University of Western Australia Press, Nedlands 1998, ISBN 1-875560-59-9, S. 136–139.
2. ↑  Fernando Rivadavia, Katsuhiko Kondo, Masahiro Kato, Mitsuyasu Hasebe: Phylogeny of the sundews, Drosera (Droseraceae), based on chloroplast rbcL and nuclear 18S ribosomal DNA Sequences. In: American Journal of Botany. Bd. 90, Nr. 1, 2003, ISSN 0002-9122, S. 123–130, doi:10.3732/ajb.90.1.123.